# 青銀共居
青銀共居是青年與長者共住的一種社會住宅類型，最早由荷蘭的一家養老院發起這個概念。廣義上可以指在一個社區之中，住著長者與青年，彼此互相照顧的生活；狹義上則是長者和青年互為室友關係，住在一起並共同分享某一部份的生活。
青銀共居與傳統大家庭的概念有點不一樣，他們的「家」並非一定要建立在血緣或地緣關係之上，而是透過彼此的同理心構築起來。共居可以讓老年人持續接觸到社會的活力、在都市之中釋出更多的居住資源；讓青年人減輕房租負擔的壓力、身在異地有個棲身之處，並還可以與「在地安老」、「老幼共托」等概念結合。

## 起源
隨著醫療的進步，人類的平均年齡隨之增高，已開發國家快速高齡化社會問題日益被重視。根據美國人口普查局統計，2016年全球女性平均壽命為74歲，全球男性平均壽命為70歲，並且逐年增高中。因此高齡生活的食、衣、住、行、育、樂等相關產業發展，會是未來社會發展的一項重要關鍵。
非建立於血緣關係之上的青銀共居模式漸被推廣，青銀共居可以同時滿足高齡者的居住與陪伴需求，也可以讓離鄉青年在異地有個家。例如：2013年荷蘭代芬特爾「Humanitas Deventer」、2015年德國埃森「Geku-Haus」、2017年台灣新北市「三峽北大」等城市開發的共居計畫。

## 各國案例

### 荷蘭
2013年，位於荷蘭代芬特爾的一間銀髮安養機構開始推動青銀共居，開放六位年輕大學生申請免費入住，條件是每月30小時的友善鄰居服務，包含送餐、陪伴用餐、簡單生活協助與陪伴長者聊天。他們特別限定申請的大學生不能是高齡照護相關科系，強調住進來是「生活」而非「服務」。

### 德國
2015年，位於德國埃森的Geku-Haus成立，作為一個新穎的共居社區，嘗試讓青年與銀髮族共同生活。Geku-Haus一樓是咖啡廳與跳蚤市場、二至五樓是公寓，六樓提供年輕人辦公，七樓則是長者與青年互動的交誼廳。

### 台灣
2017年中，新北市政府城鄉發展局與玖樓共生公寓合作推出「三峽北大青銀共居居住實驗計畫」，從位於三峽北大特區的住宅中，抽取3戶作為示範戶。 實驗計畫分為三個階段實行，第一階段於2017年7、8月舉辦三梯次三天體驗營，共吸引了473位青年與銀髮族參加；第二階段於2018年2月舉辦半年的Long Stay，預計招募6位青年與4位銀髮族室友，並根據前二階段的實驗結果，規劃第三階段長租的實行方式。
2018年初，台北市政府開始推行「青銀共居」，以陽明老人公寓作為示範，招募文化大學大學生入住，青年以每月空出20小時陪伴長者，換取房租減免。 其餘五都除台南以外，均開始發展相關政策。

## 另見
- 共同住宅
- 共同生活（英语：Co-living）